# تحنيط

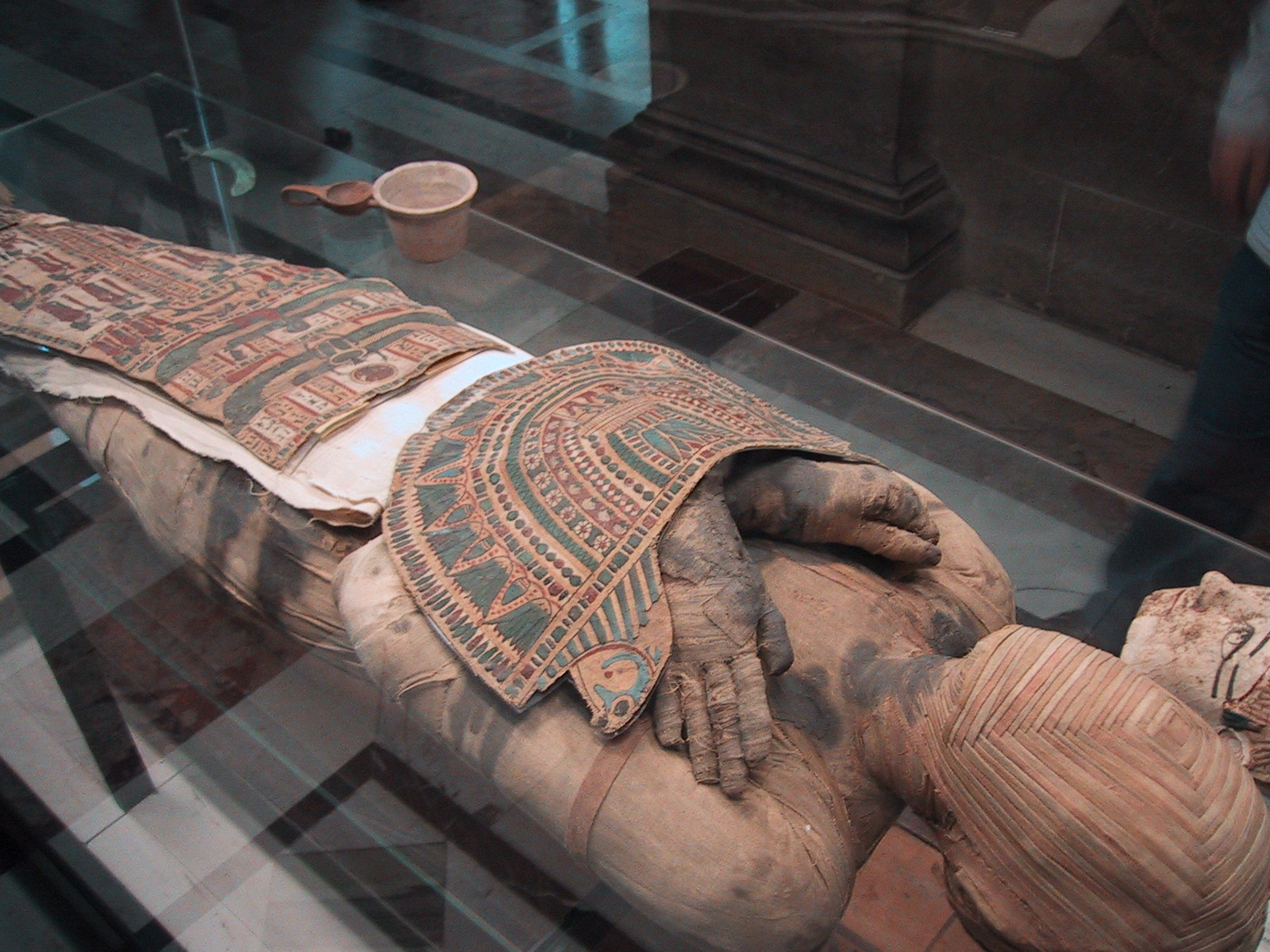
مومياء فرعونية في اللوفر

تحنيط الموتى هو حفظ جثث الموتى باستعمال مواد كيميائية، فيبقى جسم الإنسان محافظاً على مظهرهِ ويبدو كأنهُ حي، عند تسجيته في مكان عام قبل إجراء مراسم الدفن، وذلك لأسباب طبية أو تزيينية؛ بالإضافة إلى أنه يفي بمتطلبات بعض الديانات التي تؤخر الدفن لعدة أيام، أو تضطر لنقل الجثة إلى مكان آخر، فيمنع التحنيط تعفّن الجثة.

## طريقة التحنيط عند قدامى المصريين
اكتشف مؤخرا طريقة التحنيط واكتشفت مواده وأساليبه فقد اكتشف المصريون القدماء التحنيط عن طريق ترك الجثة فوق الرمال الحارة التي تغطيها أشعة الشمس إذ وجد أن الجثة لا تتحلل سريعا وقد ذكر هيرودوت بعض الطرق ومن هنا استطعنا اكتشاف طريقة التحنيط، وطرقه كالتالي:[بحاجة لمصدر أفضل]
- استخراج المخ من الجمجمة بالشفط عن طريق الأنف باستعمال الإزميل والمطرقة للقطع من خلال الجدار الأنفي، وبعد ذلك يسحب المخ من خلال فتحة الأنف بسنارة محماة ومعقوفة واستخراج أحشاء الجسد كلها ما عدا القلب ((مركز الروح والعاطفة))، وبذلك لا يبقى في الجثة أية مواد رخوة تتعفن بالبكتريا إما بالفتح أو حقن زيت الصنوبر في الأحشاء عن طريق فتحة الشرج.
- يملى تجويف الصدر والبطن بمحلول النطرون ولفائف الكتان المشبعة بالراتنج والعطور، وهي جميعا مواد لا يمكن أن تكون وسطا للتحلل والتعفن بالبكتيريا.
- تجفيف الجسد بوضعه في ملح النطرون الجاف لاستخراج كل ذرة مياه موجودة فيه واستخلاص الدهون وتجفيف الأنسجة تجفيفا كاملا.
- طلاء الجثة براتنج سائل لسد جميع مسامات البشرة وحتى يكون عازلا للرطوبة وطاردا للأحياء الدقيقة والحشرات في مختلف الظروف، حتى لو وضعت الجثة في الماء أو تركت في العراء.
- في أحد المراحل المتقدمة من الدولة الفرعونية الحديثة، وضعت الرمال تحت الجلد بين طبقة العضلات والجلد عن طريق فتحات في مختلف أنحاء الجثة وبذلك لكي تبدو الأطراف ممتلئة ولا يظهر عليها أي ترهل في الجلد.
- استعمال شمع العسل لإغلاق الأنف والعينين والفم وشق البطن.
- تلوين الشفاه والخدود بمستحضرات تجميل.
- لف المومياء بأربطة كتانية كثيرة قد تبلغ مئات الأمتار مدهونة بالراتنج تلون بأكاسيد الحديد الأحمر (المغرة الحمراء) مضاف لها شمع العسل كمادة لاصقة في آخر السبعين يوما التي تتم فيها عملية التحنيط.
- إن أساس علم التحنيط هو تجفيف الجثة تماما ومنع البكتيريا من الوصول إليها. وعلم التحنيط يدرس حاليا في جامعة اوكسفورد في بريطانيا ويدرس أيضا في كليات الصيدلة بجامعات مصر في منهج (تاريخ الصيدلة والتصنيع الدوائي).

## التحنيط في وسائل الأعلام
لعل من أبرز البرامج التلفازية التي تناولت التحنيط بل وطرق التعامل مع الموتى وذويهم هو ما سجل في المسلسل الأمريكي الشهير "ستة أقدام تحت الأرض"، والذي تناول الجانب الفكاهي والدرامي في عملية التحنيط والأمور اليومية التي تحدث في بيوت العزاء المنتشرة في العالم الغربي.

### في الديانات
التحنيط محرم في الديانات السماوية، ومنها في دين الإسلام، حيث يعتبر حرام؛ لأن الجسم الميت لهُ حرمته، ولا يجوز تشريحه إلا لضرورة.

## اقرأ أيضا
- تجفيف بالتجميد